# Kurjensaari (ö i Norra Österbotten)
Kurjensaari är en ö i Finland.   Den ligger i kommunen Kuusamo i den ekonomiska regionen  Koillismaa ekonomiska region  och landskapet Norra Österbotten, i den nordöstra delen av landet, 600 km norr om huvudstaden Helsingfors. Kurjensaari ligger i sjön Raakunjärvi.